# Mount O'Beirne
Mount O'Beirne är ett berg i Kanada.   Det ligger i provinsen Alberta, i den centrala delen av landet, 3 200 km väster om huvudstaden Ottawa. Toppen på Mount O'Beirne är 2 664 meter över havet, eller 399 meter över den omgivande terrängen. Bredden vid basen är 4,0 km.
Terrängen runt Mount O'Beirne är bergig åt sydväst, men åt nordost är den kuperad.Trakten runt Mount O'Beirne är nära nog obefolkad, med mindre än två invånare per kvadratkilometer.. 
I omgivningarna runt Mount O'Beirne växer i huvudsak barrskog.